# Liên đoàn bóng đá Tchad
Liên đoàn bóng đá Tchad (FTFA) (tiếng Pháp: Fédération tchadienne de football; tiếng Ả Rập: اتحاد تشاد لكرة القدم) là tổ chức quản lý, điều hành các hoạt động bóng đá ở Tchad. Liên đoàn quản lý đội tuyển bóng đá quốc gia Tchad, tổ chức các giải bóng đá như vô địch quốc gia và cúp quốc gia. Liên đoàn bóng đá Tchad gia nhập FIFA và CAF cùng năm 1988.